# Sân bay Radin Inten II
Sân bay Radin Inten II (IATA: TKG, ICAO: WICT) là một sân bay phục vụ thành phố Bandar Lampung ở Lampung, Indonesia. Sân bay này nằm ở Branti Raya, Natar, Nam Lampung. Sân bay Radin Inten II có 1 đường băng dài 1850 m bề mặt nhựa đường.

## Các hãng hàng không và các tuyến điểm
- Merpati (Jakarta-Soekarno Hatta)
- Riau Airlines (Jakarta-Halim, Palembang)
- Sriwijaya Air (Jakarta-Soekarno Hatta)